# Elezioni presidenziali in Algeria del 2024
Le elezioni presidenziali in Algeria del 2024 si sono tenute il 7 settembre per l’elezione della Presidenza del paese.
Esse hanno visto, in un processo elettorale un po’ opaco, la riconferma, come previsto, del Presidente uscente Abdelmadjid Tebboune che, sebbene fosse stato dichiarato inizialmente vincitore con il 94,65% dei voti, ha tuttavia visto il proprio margine, in seguito ad un ricorso in corte costituzionale dei suoi avversari, a cui si è poi aggiunto, per un sospetto di brogli (specie nei riguardi dell’affluenza, disputata in una fascia tra il 23% ed il 48%), ridursi all’84,30%, nonostante tale percentuale abbia comunque fatto permanere un sentito alone di pilotaggio del processo elettorale.

## Sistema elettorale
Per le elezioni presidenziali, la legge elettorale algerina prevede l’applicazione di un sistema maggioritario a doppio turno: per essere eletti, infatti, è necessaria la maggioranza assoluta delle preferenze (50%+1). Tuttavia, qualora ciò non avvenga, si attua un secondo turno di votazione tra i primi due candidati entro due settimane dal precedente.

## Risultati
| Abdelmadjid Tebboune     | Indipendente                              | 7 976 291  | 84,30 |  |  |  |  |  |
| Abdelaali Hassani Cherif | Movimento della Società per la Pace (MSF) | 904 642    | 9,56  |  |  |  |  |  |
| Youcef Aouchiche         | Fronte delle Forze Socialiste (FFS)       | 580 495    | 6,14  |  |  |  |  |  |
| Totale                   | Totale                                    | 9 461 428  | 100   |  |  |  |  |  |
|                          |                                           |            |       |  |  |  |  |  |
| Voti non validi          | Voti non validi                           | 1 764 637  | 15,72 |  |  |  |  |  |
| Votanti                  | Votanti                                   | 11 226 065 | 46,10 |  |  |  |  |  |
| Elettori                 | Elettori                                  | 24 351 551 |       |  |  |  |  |  |

NOTA: I dati riportati qui sopra sono quelli validati ufficialmente dalla Corte Costituzionale del paese. Tuttavia, a fini enciclopedici, e anche per la rilevante divergenza, sono di seguito riportati, in nota, i dati provvisori annunciati dall’Autorità elettorale: .